# Grand Prix Formule 1 van Spanje 2006
De Grand Prix Formule 1 van Spanje 2006 werd gehouden op 14 mei 2006 op het Circuit de Catalunya bij Barcelona.

## Testrijders op vrijdag
| Team                  | Rijder           |
| --------------------- | ---------------- |
| Williams - Cosworth   | Alexander Wurz   |
| Honda                 | Anthony Davidson |
| Red Bull - Ferrari    | Robert Doornbos  |
| BMW Sauber            | Robert Kubica    |
| MF1 - Toyota          | Giorgio Mondini  |
| Toro Rosso - Cosworth | Neel Jani        |
| Super Aguri - Honda   | -                |

## Uitslag
| Positie | Nummer | Rijder               | Team                  | Ronden | Tijd/Opgave      | Startplaats | Punten |
| ------- | ------ | -------------------- | --------------------- | ------ | ---------------- | ----------- | ------ |
| 1       | 1      | Fernando Alonso      | Renault               | 66     | 1:26:21.759      | 1           | 10     |
| 2       | 5      | Michael Schumacher   | Scuderia Ferrari      | 66     | +18.502          | 3           | 8      |
| 3       | 2      | Giancarlo Fisichella | Renault               | 66     | +23.951          | 2           | 6      |
| 4       | 6      | Felipe Massa         | Scuderia Ferrari      | 66     | +29.853          | 4           | 5      |
| 5       | 3      | Kimi Räikkönen       | McLaren - Mercedes    | 66     | +56.875          | 9           | 4      |
| 6       | 12     | Jenson Button        | Honda                 | 66     | +58.347          | 8           | 3      |
| 7       | 11     | Rubens Barrichello   | Honda                 | 65     | +1 Ronde         | 5           | 2      |
| 8       | 16     | Nick Heidfeld        | BMW Sauber            | 65     | +1 Ronde         | 10          | 1      |
| 9       | 9      | Mark Webber          | Williams - Cosworth   | 65     | +1 Ronde         | 11          |        |
| 10      | 8      | Jarno Trulli         | Toyota                | 65     | +1 Ronde         | 7           |        |
| 11      | 10     | Nico Rosberg         | Williams - Cosworth   | 65     | +1 Ronde         | 13          |        |
| 12      | 17     | Jacques Villeneuve   | BMW Sauber            | 65     | +1 Ronde         | 22          |        |
| 13      | 15     | Christian Klien      | Red Bull - Ferrari    | 65     | +1 Ronde         | 14          |        |
| 14      | 14     | David Coulthard      | Red Bull - Ferrari    | 65     | +1 Ronde         | 21          |        |
| 15      | 20     | Vitantonio Liuzzi    | Toro Rosso - Cosworth | 63     | Hydrauliek       | 15          |        |
| 16      | 18     | Tiago Monteiro       | MF1 - Toyota          | 63     | +3 Rondes        | 17          |        |
| 17      | 22     | Takuma Sato          | Super Aguri - Honda   | 62     | +4 Rondes        | 19          |        |
| Ret     | 19     | Christijan Albers    | MF1 - Toyota          | 48     | Gebroken vleugel | 18          |        |
| Ret     | 21     | Scott Speed          | Toro Rosso - Cosworth | 47     | Motor            | 16          |        |
| Ret     | 7      | Ralf Schumacher      | Toyota                | 31     | Elektrisch       | 6           |        |
| Ret     | 4      | Juan Pablo Montoya   | McLaren - Mercedes    | 17     | Gespind          | 12          |        |
| Ret     | 23     | Franck Montagny      | Super Aguri - Honda   | 10     | Aandrijfas       | 20          |        |

## Wetenswaardigheden
- Rondeleiders: Fernando Alonso 54 (1-17; 24-40; 47-66), Michael Schumacher 11 (19-23; 41-46) en Giancarlo Fisichella 1 (18).
- Fernando Alonso werd de eerste Spanjaard die zijn thuisrace wint.
- Jacques Villeneuve moest als laatste starten omdat hij zijn motor wisselde. De originele motor was beschadigd tijdens de transport naar Barcelona.

## Standen na de Grand Prix

### Coureurs
| Positie | Nummer | Rijder               | Team             | Punten |
| ------- | ------ | -------------------- | ---------------- | ------ |
| 1       | 1      | Fernando Alonso      | Renault          | 54     |
| 2       | 5      | Michael Schumacher   | Scuderia Ferrari | 39     |
| 3       | 3      | Kimi Räikkönen       | McLaren          | 27     |
| 4       | 2      | Giancarlo Fisichella | Renault          | 24     |
| 5       | 6      | Felipe Massa         | Scuderia Ferrari | 20     |

### Constructeurs
| Positie | Nummers | Team             | Rijders                              | Punten |
| ------- | ------- | ---------------- | ------------------------------------ | ------ |
| 1       | 1 2     | Renault          | Fernando Alonso Giancarlo Fisichella | 78     |
| 3       | 5 6     | Scuderia Ferrari | Michael Schumacher Felipe Massa      | 59     |
| 2       | 3 4     | McLaren          | Kimi Räikkönen Juan Pablo Montoya    | 42     |
| 4       | 11 12   | Honda            | Jenson Button Rubens Barrichello     | 24     |
| 5       | 16 17   | BMW Sauber       | Nick Heidfeld Jacques Villeneuve     | 4      |

## Statistieken
| Snelste ronde | Felipe Massa | Scuderia Ferrari | 1:16.648 |

## Noot
- Dit was de eerste snelste ronde voor Felipe Massa.

1913 · 1923 · 1926 · 1927 · 1933 · 1934 · 1935 · 1951 · 1954 · 1967 · 1968 · 1969 · 1970 · 1971 · 1972 · 1973 · 1974 · 1975 · 1976 · 1977 · 1978 · 1979 · 1980 · 1981 · 1986 · 1987 · 1988 · 1989 · 1990 · 1991 · 1992 · 1993 · 1994 · 1995 · 1996 · 1997 · 1998 · 1999 · 2000 · 2001 · 2002 · 2003 · 2004 · 2005 · 2006 · 2007 · 2008 · 2009 · 2010 · 2011 · 2012 · 2013 · 2014 · 2015 · 2016 · 2017 · 2018 · 2019 · 2020 · 2021 · 2022 · 2023 · 2024 · 2025 · 2026